# Lars Löllmann
Lars Löllmann (* 30. April 1974 in Bielefeld) ist ein deutscher Schauspieler, Regisseur, Synchronsprecher und Drehbuchautor.

## Leben
Löllmann studierte zwischen 1999 und 2003 Schauspiel an der Universität der Künste Berlin.
Eine erste kleine Rolle als Grenzsoldat erhielt er 2001 in dem Fernsehfilm Der Tunnel unter der Regie von Roland Suso Richter. 2003 wirkte er in dem preisgekrönten Spielfilm WIR von Martin Gypkens und in Du hast gesagt, dass du mich liebst mit Hannelore Elsner mit. 2006 spielte er in der Internatserie Schloss Einstein  einen Sozialarbeiter und war 2007 kurzzeitig in der SAT.1-Serie R. I. S. – Die Sprache der Toten mit Ilja Richter zu sehen.
Größere Bekanntheit erlangte Lars Löllmann als Geschäftsführer Gerrit Broda in der Sat.1-Telenovela Anna und die Liebe. Mit dieser durchgehenden Serienhauptrolle, in der er von 2008 bis 2009 zu sehen war, erlebte Löllmann seinen Durchbruch als Schauspieler.
2007 sprach er in der Serie Power Rangers: Operation Overdrive den von James Gaylyn gespielten Cheetar. Dies war seine erste Synchronrolle.
Bei dem Kurzfilm 56 (2010) mit Fabian Stumm und Knut Berger, mit dem er schon in dem Kinofilm Wir zu sehen war, übernahm er Regie, Drehbuch, Kamera und Schnitt. 2012 war der Film auf dem Filmfestival Max Ophüls Preis in Saarbrücken als bester Kurzfilm nominiert.

## Filmografie (Auswahl)
- 2000: Der Tunnel
- 2001: Fahr zur Hölle, Schwester
- 2001: Neue Wellen
- 2002: Streit um Drei
- 2003: Wir
- 2004: Sieben Himmel
- 2005: Von einem der Auszog
- 2005: Beutolomäus sucht den Weihnachtsmann
- 2005: Hinter Gittern
- 2006: Du hast gesagt, dass du mich liebst
- 2006: Alarm für Cobra 11
- 2006: Gute Zeiten, schlechte Zeiten
- 2006: Schloss Einstein
- 2006: Aus der Haut
- 2007: R. I. S. – Die Sprache der Toten
- 2008–2009: Anna und die Liebe (Telenovela)
- 2009: Der Staatsanwalt – Das kleinere Übel
- 2010: Lasko – Die Faust Gottes
- 2011: Allein gegen die Zeit (Fernsehserie)
- 2013: Notruf Hafenkante – Good Cop, Bad Cop
- 2016: Akte Ex – Abgesang
- 2019: Alles oder nichts (Fernsehserie)

## Theater
- 2003: Im Dickicht der Städte
- 2004: Parzifal
- 2005: Wiedersehen macht Freude

## Regie
- 2010: 56

## Synchronisation
- 2007: Power Rangers: Operation Overdrive